# Wang Jianan (Fußballspieler)
Wang Jianan (chinesisch 王嘉楠, Pinyin Wáng Jiānán; * 31. Mai 1993 in Luoyang) ist ein chinesischer Fußballspieler. 

## Karriere
Wang Jianan begann seine Fußballkarriere 2011 bei Henan Jianye. Der Club aus Zhengzhou, der Hauptstadt der Provinz Henan, spielte in der ersten Liga, der Chinese Super League. 2012 musste er mit dem Club den Weg in die Zweitklassigkeit antreten. Ein Jahr später wurde er Meister der China League One und stieg direkt wieder in die erste Liga auf. 2015 wechselte er zum Ligakonkurrenten Guangzhou R&F nach Guangzhou. Hier wurde er in der ersten Mannschaft sowie in der Reservemannschaft eingesetzt. Bis 2019 kam er auf insgesamt sieben Erstligaeinsätze. 2020 verließ er China und wechselte nach Japan. Hier unterschrieb er einen Vertrag beim Erstligisten Sagan Tosu in Tosu. Hier kam er in der ersten Liga nicht zum Einsatz. Seit dem 1. Februar 2021 ist er vertrags- und vereinslos.

## Erfolge
Henan Jianye
- China League One: 2013